# Mystacidium pusillum
Mystacidium pusillum är en orkidéart som beskrevs av William Henry Harvey. Mystacidium pusillum ingår i släktet Mystacidium och familjen orkidéer. Inga underarter finns listade i Catalogue of Life.